# Алеврит
Алеври́т (англ. aleurite, silt; нем. Aleurit; от др.-греч. ἄλευρον «мука») — рыхлая мелкообломочная осадочная порода.

## Описание
Алеврит (лёсс, пыль) состоит преимущественно из минеральных зерен (кварц, полевые шпаты, слюда и другие) размером 0,005—0,05 мм, занимая промежуточное положение между глиной (ил) и песком. Алеврит выделен в отдельную осадочную породу по предложению советского петрографа А. Н. Заварицкого в 1930 году.
По преобладающим зёрнам отличают мелкоалевритовые или тонкоалевритовые  (0,005—0,01 мм) и крупноалевритовые (0,01—0,05 мм) разновидности алеврита. В результате литификации алеврит превращается в алевролит.
Алеврит применяется в изготовлении цемента.